# Perfume (песня)
Perfume (с англ. — «Духи́») — второй сингл восьмого студийного альбома американской певицы Бритни Спирс Britney Jean, выпущенный 4 ноября 2013 года. Авторами песни являются сама Спирс и Сия Ферлер.

## История создания
Во время объявления на шоу Good Morning America о её резиденции в Лас-Вегасе и серии шоу под названием Britney: Piece of Me, Спирс заявила, что её любимой песней из нового альбома является «Perfume». Лирически, песня рассказывает о том, что бывшая девушка её парня почувствует аромат её духов. Ранее, при выборе второго сингла, Спирс, её команда и президент RCA Records рассматривали самые сильные песни и выбрали «Perfume», похвалив при этом вокал Спирс.

## Композиция
В этом сингле, как и в предыдущем («Work Bitch»), использован жанр электропопа.

## Видеоклип
В отличие от видеоклипа песни «Work Bitch», в видеоклипе песни «Perfume» есть сюжет. В сюжете мы видим любовный треугольник: Бритни проводит время с парнем, который тайно встречается со своей бывшей девушкой. И она хочет чтобы та девушка уловила аромат её духов. Премьера видеоклипа состоялась 10 декабря 2013 года на YouTube.

## Отзывы критиков
Композиция получила положительные отзывы критиков, Спирс похвалили за хороший вокал и проникновенную музыку в песне.

## Список композиций
- Digital download

1. «Perfume» — 3:59

## Чарты
«Perfume» не имела коммерческого успеха (во многом из за отсутствия промо как сингла, так и альбома в целом). Соответственно это сказалось на местах в чартах. Песня не вошла в британский хит-парад, а в американском Billboard Hot 100 пиковой позицией оказалась #76.
| Чарт (2013)                       | Высшая позиция |
| --------------------------------- | -------------- |
| Австралия (ARIA)                  | 61             |
| Австрия (Ö3 Austria Top 40)       | 69             |
| Бельгия (Ultratip Flanders)       | 12             |
| Бельгия (Ultratop 50 Wallonia)    | 41             |
| Бразилия (Hot 100 Airplay)        | 88             |
| Канада (Canadian Hot 100)         | 70             |
| Франция (SNEP)                    | 34             |
| Германия (Media Control AG)       | 78             |
| Ирландия (IRMA)                   | 36             |
| Нидерланды (Mega Single Top 100)  | 100            |
| Южная Корея (Gaon Chart)          | 6              |
| Испания (PROMUSICAE)              | 13             |
| Швейцария (Schweizer Hitparade)   | 74             |
| США (Billboard Hot 100)           | 76             |
| США (Billboard Mainstream Top 40) | 22             |